# Östergötlands runinskrifter 189
Runinskrift Ög 189 är en runsten i Vikingstads socken, Linköpings kommun. Stenen står rest på en åker vid gården Bo längs länsvägen från Vikingstad mot Gismestad, en dryg kilometer söder om Vikingstads kyrka. Den ristades på 1000-talet. Inskriften är skriven i en slinga utformad som en orm och kännetecknas av att ristaren valt att förkorta många av orden.

## Translitteration
I translittererad form lyder inskriften:
+ tuki × rist * stin × aft * bruþ sin * iust *

## Översättning
Toke reste stenen efter sin broder Josten
Tolkningen av namnet som Josten har lite karaktär av gissning, men bedöms vara sannolik med tanke på ristarens förkärlek för förkortade former. Ög. 187 är rest av yustin, som kanske är samma man.

## Övrigt
En lokal sägen berättar att runstenen en gång togs från sin plats för att användas vid ett brobygge ett stycke därirån, men att det då uppstod sådan oro i trakten att stenen måste föras tillbaka.